# 臺灣儲值卡列表
臺灣儲值卡（電子票證）列表列出目前台灣各家電子票證公司發行的電子票證。電子票證的發行單位、使用範圍等事項皆受《電子票證發行管理條例》規範，而金融監督管理委員會為此法源之主管機關。2018年底金融監督管理委員會表示研擬將電子支付機構管理條例及電子票證發行管理條例合併成「電子支付法」。

## 種類

### IC卡
目前臺灣所通行的電子票證，包含了悠遊卡、一卡通、icash等3種系統，在2014至2022期間曾還有有錢卡，請參考曾經存在的交通電子票證。

#### 悠遊卡（EasyCard）
悠遊卡由悠遊卡公司發行，原為交通部「電子票證系統之多功能卡片規劃書第一版」之電子票證（簡稱交一版），已經升級為交一、交二版同時具備，可於除澎湖縣外臺灣各地的大眾運輸使用，亦可於臺鐵之「電子票證乘車區間」使用；還有和玉山銀行、台新銀行、中國信託、國泰世華銀行、台北富邦銀行、第一銀行、永豐銀行及兆豐銀行共同開發悠遊聯名卡以及與地方政府共同合作開發的「市民卡」，如桃園市政府的「桃園市市民卡」、新竹市政府的「新竹市市民卡」以及嘉義市政府的「嘉義市市民卡」。另外亦嘗試開拓新加坡、香港、中國大陸及日本沖繩等市場。

#### 一卡通（iPASS）
一卡通由一卡通票證公司發行，為交通部「電子票證系統之多功能卡片規劃書第二版」（簡稱交二版）之電子票證，可用於除外島以外臺灣各地的大眾運輸，亦可於臺鐵之「電子票證乘車區間」使用；還有和聯邦銀行、永豐銀行、第一銀行、元大銀行、台新銀行、中國信託、彰化銀行、合作金庫、土地銀行、國泰世華同開發一卡通聯名卡及與地方政府共同合作開發的「市民卡」，如臺南市政府的「臺南市市民卡」、臺東縣政府的「臺東卡」、桃園市政府的「桃園市市民卡」」，亦嘗試開拓日本、中國香港等海外市場。

#### icash（愛金卡）
icash原為統一超商所發行的電子錢包，於2013年9月5日獲核可發行電子票證，11月19日成立愛金卡公司，2014年將所有業務由統一超商轉移至此。

### 發行票種
| 種類       | 悠遊卡 | 一卡通 | 愛金卡 |
| ---------- | ------ | ------ | ------ |
| 普通版     | ○      | ○      | ○      |
| 旅行版     | ○      | ○      | ✕      |
| 學生版     | ○      | ▲1     | ▲2     |
| NFC sim版  | ○      | ○      | ○      |
| 國際Pay版  | ▲3     | ▲4     | ✕      |
| 銀行聯名版 | ○      | ○      | ○      |
| 縣市民版   | ○      | ○      | ✕      |
| 優待版     | ○      | ○      | ○      |

▲1：僅限特定客運場站申請。
▲2：僅台南、高雄、花蓮、台東統一超商門市販售。
▲3：僅Samsung Pay（含普通票與學生票）

▲4：僅Google Pay

### 手機版電子票證
以下的電子錢包APP的電子票證功能僅限於具有NFC功能的Android手機中使用。

月租用戶向電信商要更換NFC SIM，之後OTA下載卡片並以門號持有人身分資訊記名後，即可正常使用。

月租用戶解約後的預付卡門號，也可保有電子票證功能。
餘額及交易紀錄均紀錄於SIM卡上，移除APP不會影響卡片的使用。

| 種類         | Hami Pay （中華電信） | friDay理財+ （遠傳電信） | Wali （台灣大哥大） | GtPay （亞太電信） |
| ------------ | --------------------- | ------------------------ | ------------------- | ------------------ |
| 悠遊卡       | 是                    | 是                       | 是                  | 否                 |
| 悠遊聯名卡   | 是                    | 否                       | 否                  | 否                 |
| 一卡通       | 是                    | 否                       | 否                  | 否                 |
| 一卡通聯名卡 | 是                    | 否                       | 否                  | 否                 |
| 愛金卡       | [ 7 ]                 | 是                       | 否                  | 否                 |
| 愛金卡聯名卡 | 是                    | 否                       | 否                  | 否                 |

Samsung Pay另有推出手機悠遊卡，使用三星指定型號手機可免費下載普通卡或學生卡使用。

### 流通統計
2018年12月統計
|                      | 悠遊卡     | 一卡通     | 愛金卡     | 有錢卡    |
| -------------------- | ---------- | ---------- | ---------- | --------- |
| 流通卡數             | 69,906,515 | 17,556,140 | 19,111,900 | 1,722,061 |
| 所佔比例             | 64.54%     | 16.21%     | 18.19%     | 1.59%     |
| 當月消費卡數         | 11,115,809 | 2,313,592  | 2,112,352  | 35,641    |
| 所佔比例             | 71.36%     | 14.85%     | 13.56%     | 0.23%     |
| 當月消費金額（千元） | 5,618,811  | 809,979    | 1,255,862  | 26,551    |
| 所佔比例             | 72.86%     | 10.50%     | 16.28%     | 0.34%     |
| 儲值總餘額（千元）   | 6,681,355  | 1,165,880  | 1,199,455  | 64,170    |
| 所佔比例             | 73.11%     | 12.76%     | 13.13%     | 0.70%     |

## 整合
交通部計畫將所有的電子票證，升級為「電子票證系統之多功能卡片規劃書第三版」之電子票證（簡稱「交三版」），進而讓所有的電子票證全臺灣都可使用，而發行的單位除了現行的，未來可能還會有其他的企業加入。但由於整合不易及後端清算談判破裂（僅悠遊卡公司反對），造成「全臺灣一卡通」破局，交通部因而傾向由一卡通變成多卡通，故計畫改為推廣設置多卡通機器，再由業者與電子票證公司商談合作事宜。交通部從2010年開始推動公路公共運輸電子票證，希望民眾不論持何種電子票證，都可以方便搭乘客運、公車，並在鐵路與捷運間也可使用電子票證無縫轉乘。2010年及2011年已經補助北北基、桃竹苗、中彰投、雲嘉南、屏東地區客運業者8,463輛車輛及臺北捷運公司建置多卡通設備，2012年3月底全國有2/3以上縣市地區的公車或客運車輛，可提供多卡通服務。

### 整合時程
| 年度                                                                                | 日期                                            | 交通運具   | 地點／使用車種                                                                                         | 備註 |
| 整合初期                                                                            |                                                 |            | | |
| 2010                                                                                | 11月23日                                        | 臺鐵       | 臺北站、松山站、南港站                                                                                 | 整合悠遊卡與臺灣通讀卡機，設置多卡通自動驗票閘門，成為臺鐵首三個啟用多卡通閘門的車站；臺鐵兩卡通                                          |
| 2011                                                                                | 1月1日                                          | 公車       | 北部：【1070】板橋－基隆 中部：【6933】高鐵臺中站－鹿港 南部：【9189】 墾丁快線                        | 交通部辦理3條先行路線，【1070】遠通ETC卡不能使用，其餘兩條「四卡通用」                                                                    |
| 2011                                                                                | 1月1日                                          | 臺鐵       | 瑞芳站－基隆站－新竹站（不含暖暖站）                                                                   | 將悠遊卡之使用範圍（基隆－中壢）擴展至與臺灣通相同 臺北市、桃園市境內整合完成                                                             |
| 2011                                                                                | 1月2日                                          | 臺鐵       | 臺南站、中洲站、長榮大學站、沙崙站                                                                     | 新增沙崙線，首度在南部地區辦理多卡通；臺鐵三卡通                                                                                          |
| 2011                                                                                | 3月1日                                          | 臺鐵       | 瑞芳站─基隆站─新竹站（不含暖暖站）                                                                     | 增加啟用遠通ETC卡 |
| 2011                                                                                | 6月1日                                          | 公車       | 臺中市公車                                                                                             | 全國首創市區公車全面接受「四卡通」 |
| 2011                                                                                | 6月1日                                          | 客運       | 中彰投13家客運業者 所屬該地區營運路線                                                                  | [ 18 ] [ 19 ] |
| 2011                                                                                | 6月30日                                         | 臺鐵       | 保安站、大橋站、永康站、新市站、南科站 猴硐站、雙溪站、貢寮站、福隆站（兩卡通）                        | 福隆至侯硐間遠通ETC卡暫不辦理 |
| 2011                                                                                | 11月11日                                        | 臺鐵       | 北新竹站、千甲站、新莊站、竹中站、六家站、竹東站、內灣站                                               | 新增六家線 |
| 2012                                                                                | 2月                                             | 公車       | 新竹市公車                                                                                             | |
| 2012                                                                                | 3月1日                                          | 客運       | 桃竹苗地區客運                                                                                         | 同步啟用 |
| 2012                                                                                | 3月                                             | 客運       | 屏東客運                                                                                               | [ 24 ] |
| 2012                                                                                | 3月30日                                         | 臺鐵       | 暖暖站                                                                                                 | 臺鐵首次在無人看守的車站設置刷卡機 基隆市境內整合完成                                                                                     |
| 全國三分之二以上縣市的公車或客運，提供至少三卡以上的多卡通服務                      |                                                 |            | | |
| 2012                                                                                | 11月15日                                        | 公車       | 基隆市公車                                                                                             | [ 27 ] |
| 2012                                                                                | 12月1日                                         | 公車       | 大臺南公車                                                                                             | [ 28 ] |
| 2012                                                                                | 12月14日                                        | 渡輪       | 高雄市渡輪                                                                                             | 首個開放「四卡通用」的渡輪系統 |
| 2013                                                                                | 4月1日                                          | 公車       | 嘉義縣公車處                                                                                           | |
| 2013                                                                                | 5月30日                                         | 臺鐵       | 香山站－苗栗站 後壁站－善化站                                                                          | 一卡通加入使用；臺鐵四卡通時代來臨 縱貫線 (北段)及新竹市、臺南市境內整合完成                                                              |
| 2013                                                                                | 9月30日                                         | 臺鐵       | 牡丹站、三貂嶺站 平溪線 上員站、榮華站、橫山站、九讚頭站、合興站、富貴站 林內站－南靖站 大湖站－屏東站 | 遠通ETC卡增加猴硐、雙溪、貢寮、福隆 一卡通使用範圍擴展至與其他三卡相同 內灣線及新北市、新竹縣、雲林縣、嘉義市、嘉義縣、高雄市境內整合完成 |
| 2013                                                                                | 10月15日                                        | 臺鐵       | 牡丹站、三貂嶺站 平溪線 上員站、榮華站、橫山站、九讚頭站、合興站、富貴站 林內站－南靖站 大湖站－屏東站 | 正式啟用 |
| 2014                                                                                | 1月9日                                          | 臺鐵       | 海科館站                                                                                               | 新增深澳線 |
| 2015                                                                                | 2月                                             | 渡輪       | 臺北航運                                                                                               | 開放一卡通 |
| 2015                                                                                | 2月5日                                          | 公共自行車 | 臺中iBike                                                                                              | 增加一卡通與臺灣通會員亦能進行租借，成為臺灣公共自行車系統裡首個能「三卡適用」的租賃系統                                                  |
| 2015                                                                                | 4月13日                                         | 公共自行車 | 彰化YouBike                                                                                            | 增加一卡通 |
| 2015                                                                                | 6月30日                                         | 臺鐵       | 南勢站－二水站 海線 集集線 石城站－蘇澳站                                                              | 臺中線、縱貫線 (南段)、宜蘭線及 苗栗縣、臺中市、彰化縣、南投縣境內整合完成                                                                |
| 2015                                                                                | 8月28日                                         | 公共自行車 | 臺北、新北YouBike                                                                                      | 一卡通加入使用 |
| 2015                                                                                | 9月1日                                          | 捷運       | 臺北捷運寬閘門                                                                                         | 黃色多卡通驗票機於寬型、無障礙閘門啟用，增加一卡通，成為臺灣大眾捷運系統首次多卡通                                                        |
| 2015                                                                                | 10月15日                                        | 臺鐵       | 歸來站、麟洛站、西勢站、竹田站、潮州站                                                                 | 配合屏東鐵路高架化新站房啟用四卡通 |
| 臺灣通及e通卡退場，各通路皆取消使用。鐵路新加入愛金卡（2.0版），於5月11日正式啟用。 |                                                 |            | | |
| 2016                                                                                | 1月1日                                          | 臺鐵       | 崁頂站、南州站、鎮安站、林邊站、佳冬站、東海站、枋寮站                                                 | 新增屏東線7站，使用悠遊卡、一卡通 屏東線整合完成                                                                                          |
| 2016                                                                                | 1月6日                                          | 機車       | 全台492座中油直營加油站                                                                                | 可於掛有「機車加油歡迎使用悠遊卡、一卡通、HappyCash有錢卡」布條的中油直營加油站消費並進行加值                                             |
| 2016                                                                                | 3月1日                                          | 臺鐵       | 北迴線12站（除蘇澳新站已裝）                                                                           | 北迴線及宜蘭縣境內整合完成 |
| 2016                                                                                | 6月28日                                         | 臺鐵       | 吉安站－加祿站 共35站                                                                                  | 環島鐵路全線多卡通 南迴線、臺東線及屏東縣、花蓮縣、臺東縣境內整合完成                                                                     |
| 2016                                                                                | 7月1日                                          | 捷運       | 高雄捷運（除輕軌）、臺北捷運全閘門                                                                     | 北高捷運全線全閘門多卡通，並可於自動售票加值機加值，高捷新增悠遊卡（尚未能站內加值）、愛金卡、有錢卡                                      |
| 2016                                                                                | 鐵路於8月31日加入有錢卡，重回「臺鐵四卡通」時代 |            | | |
| 2016                                                                                | 12月1日                                         | 捷運 公車  | 臺北捷運、雙北公車                                                                                     | 有錢卡加入使用 |
| 2016                                                                                | 12月1日                                         | 公車       | 馬祖公車                                                                                               | 新增愛金卡 |
| 2017                                                                                | 1月1日                                          | 公車       | 馬祖公車                                                                                               | 新增有錢卡 |
| 2017                                                                                | 1月1日                                          | 公車       | 高雄市公車                                                                                             | 新增有錢卡（統聯、高客、漢程、義大、港都客運）                                                                                            |
| 2017                                                                                | 2月10日                                         | 捷運 公車  | 臺北捷運、雙北公車                                                                                     | 加入愛金卡，與高捷同享四卡通 |
| 2017                                                                                | 3月1日                                          | 公車       | 高雄市公車                                                                                             | 新增有錢卡（南台灣客運、東南客運） |
| 2017                                                                                | 4月1日                                          | 高鐵       | 高鐵自由座                                                                                             | 除原有的悠遊聯名卡使用外，另加入一卡通聯名卡加入使用。 為高鐵首次多卡通，為國內軌道運輸系統多卡通拼上最後一塊拼圖。                       |
| 2017                                                                                | 6月15日                                         | 公車       | 基隆市公車                                                                                             | 新增有錢卡 |
| 2017                                                                                | 9月                                             | 渡輪       | 高雄市渡輪                                                                                             | 加入悠遊卡優惠 |
| 2017                                                                                | 11月1日                                         | 輕軌       | 高雄捷運                                                                                               | 加入有錢卡，與高雄輕軌同享多卡通 |
| 2017                                                                                | 11月1日                                         | 渡輪       | 高雄市渡輪                                                                                             | 新增有錢卡 |
| 2017                                                                                | 12月1日                                         | 捷運       | 桃園捷運                                                                                               | 新增愛金卡。全面接受「四卡通」 |
| 2017                                                                                | 12月1日                                         | 渡輪       | 高雄市渡輪                                                                                             | 新增愛金卡。全面接受「四卡通」 |
| 2017                                                                                | 12月12日                                        | 公車       | 基隆市公車                                                                                             | 新增愛金卡。全面接受「四卡通」 |
| 2017                                                                                | 12月12日                                        | 客運       | 豪泰客運                                                                                               | 新增一卡通、有錢卡、愛金卡。全面接受「四卡通」                                                                                            |
| 2018                                                                                | 2月13日                                         | 輕軌       | 高雄捷運                                                                                               | 加入悠遊卡，與高雄輕軌同享多卡通 |
| 2018                                                                                | 2月13日                                         | 輕軌       | 高雄捷運                                                                                               | 加入悠遊卡優惠 |
| 2018                                                                                | 2月14日                                         | 輕軌       | 高雄捷運                                                                                               | 加入愛金卡，全面接受「四卡通」 |
| 2018                                                                                | 7月1日                                          | 客運       | 福和客運                                                                                               | 加入愛金卡 |
| 2018                                                                                | 8月15日                                         | 公共自行車 | 高雄CityBike                                                                                           | 加入有錢卡 |
| 2018                                                                                | 9月1日                                          | 公車       | 大台南公車、高雄市公車                                                                                 | 加入愛金卡、高雄市公車同享四卡通。 |
| 2019                                                                                | 2月1日                                          | 輕軌       | 新北捷運                                                                                               | 淡海輕軌開始收費，同時加入悠遊卡、一卡通、愛金卡。                                                                                        |
| 2021                                                                                | 4月25日                                         | 捷運       | 台中捷運                                                                                               | 支援悠遊卡、一卡通、愛金卡 |

### 鐵路列表
| 業者             | 業者             | 悠遊卡 | 一卡通 | 愛金卡 | 備考 |
| 台灣高鐵(自由座) | 台灣高鐵(自由座) | ▲      | ▲      | ※      | ▲：限聯名卡不劃位搭乘，單程票價與自由座全票相同。 ※：可支付代收代售7-11 ibon，但不支援驗票閘門直接扣款。 |
| 台灣鐵路         | 台灣鐵路         | ○      | ○      | ●      | ●：可支付代收代售7-11 ibon。                                                                             |
| 台北捷運         | 捷運             | ○      | ○      | ○      | 提供常客回饋制度。（依搭車次數給予回饋）                                                                 |
| 台北捷運         | 貓空纜車         | ○      | ※      | ※      | ※：必須在自動售票機購買單程票。                                                                          |
| 新北捷運         | 新北捷運         | ○      | ○      | ○      | 當月搭乘票價累積滿 200 元回饋 50 元                                                                      |
| 桃園捷運         | 桃園捷運         | ○      | ○      | ○      | 機場第一航廈↔︎機場第二航廈↔︎機場旅館站 三站間進出免費。                                                    |
| 台中捷運         | 台中捷運         | ○      | ○      | ○      | |
| 高雄捷運         | 捷運             | ○      | ○      | ○      | 享單程車資 85 折。                                                                                       |
| 高雄捷運         | 輕軌             | ○      | ○      | ○      | |

### 渡船・自行車列表
| 事業者     | 事業者                                          | 悠遊卡 | 一卡通 | 愛金卡 | 備註 |
| 渡船       | 台北航運（新北市）                              | ○      | ○      | ○      | |
| 渡船       | 順風航業（新北市）                              | ○      | ○      | ○      | |
| 渡船       | 長弘航業（藍色公路・新北市）                    | ○      | ✕      | ✕      | |
| 渡船       | 高雄市輪船公司（鼓山—旗津與前鎮—中洲航路）      | ○      | ○      | ○      | 提供IC卡優惠。 |
| 渡船       | 愛河太陽能船（高雄市）                          | ○      | ○      | ✕      | |
| 渡船       | 東琉線交通船（屏東）                            | ✕      | ▲      | ✕      | ▲：僅提供記名式卡片搭乘。 |
| 渡船       | 金門縣公共車船                                  | ○      | ○      | ○      | |
| 渡船       | 連江縣公共車船                                  | ○      | ✕      | ○      | |

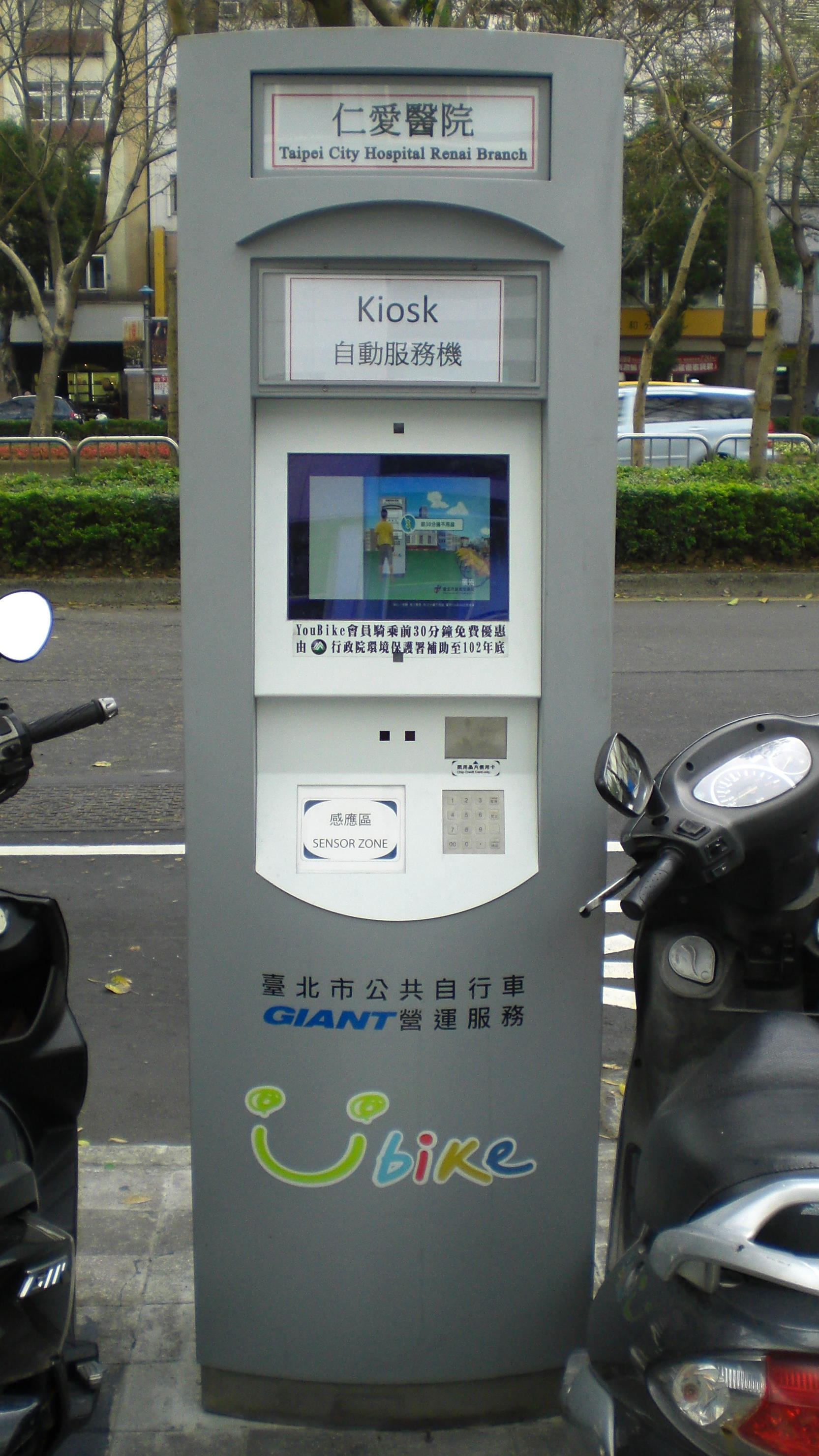
Youbike

| 公共自行車 | 臺北市公共自行車租賃系統（Youbike）             | ●      | ○      | ✕      | ●：提供雙向轉乘優惠5元，前30分鐘免費。 （轉乘指定運具：北捷、雙北公車） |
| 公共自行車 | 台北市河濱自行車                                | ○      | ✕      | ✕      | |
| 公共自行車 | 新北市公共自行車租賃系統（Youbike）             | ●      | ○      | ✕      | ●：提供雙向轉乘優惠5元，前30分鐘免費。 （轉乘指定運具：北捷、雙北公車、淡海/安坑輕軌） |
| 公共自行車 | 新北市河濱自行車                                | ○      | ✕      | ✕      | |
| 公共自行車 | 桃園市公共自行車租賃系統（Youbike）             | ○      | ○      | ✕      | |
| 公共自行車 | 新竹市公共自行車租賃系統（Youbike）             | ○      | ○      | ✕      | |
| 公共自行車 | 科技部新竹科學園區公共自行車租賃系統（Youbike） | ○      | ○      | ✕      | |
| 公共自行車 | 臺中市公共自行車租賃系統（Youbike）             | ○      | ○      | ✕      | |
| 公共自行車 | 彰化縣公共自行車租賃系統（MOOVO）               | ○      | ○      | ○      | |
| 公共自行車 | 雲林縣公共自行車租賃系統（MOOVO）               | ○      | ○      | ○      | |
| 公共自行車 | 臺南市觀光自行車租賃系統                        | ○      | ○      | ○      | |
| 公共自行車 | 臺南市公共自行車租賃系統（Youbike）             | ○      | ●      | ✕      | ●：提供台南市民卡半價優惠。 |
| 公共自行車 | 高雄市公共腳踏車租賃系統（Youbike）             | ○      | ●      | ✕      | ●：一卡通雙向轉乘優惠5元，Youbike2.0前30分鐘免費，Youbike2.0E前30分鐘優惠15元。（轉乘指定運具：高捷、高雄輕軌、高雄市公車、高雄市渡輪） ●：一卡通單向轉乘（台鐵→Youbike）優惠5元，Youbike2.0前30分鐘免費，Youbike2.0E前30分鐘優惠15元。 |
| 公共自行車 | 屏東市公共自行車租賃系統（Youbike）             | ○      | ○      | ✕      | |

### 公車・客運列表
| 市區公車/縣市區公車      | 悠遊卡 | 一卡通 | 愛金卡 | 備註 |
| 臺北市市區公車           | ○      | ○      | ○      | 提供「捷運公車雙向轉乘優惠」與「雙北快速、跳蛙、跨區幹線公車」轉乘優惠。                                                              |
| 新北市區公車             | ○      | ○      | ○      | 提供「捷運公車雙向轉乘優惠」與「雙北快速、跳蛙、跨區幹線公車」轉乘優惠。                                                              |
| 基隆市公車               | ○      | ○      | ○      | |
| 桃園市市區公車           | ●      | ●      | ○      | ●：「桃園市民卡乘車優惠」第二趟優惠18元。                                                                                             |
| 新竹市公車               | ○      | ○      | ○      | |
| 新竹縣市區公車           | ○      | ○      | ○      | |
| 苗栗縣市區公車           | ○      | ○      | ○      | |
| 台中市市區公車           | ●      | ●      | ●      | ●：「市民限定乘車優惠」提供10公里內免費，及加收票價上限10元車費優惠。                                                                 |
| 南投縣市區公車           | ○      | ○      | ○      | |
| 彰化縣公車               | ○      | ○      | ○      | |
| 雲林縣市區公車           | ○      | ○      | ○      | |
| 嘉義市公車               | ○      | ○      | ○      | |
| 嘉義縣市區公車           | ○      | ○      | ○      | |
| 大台南公車               | ○      | ●      | ○      | ●：「台南市民卡乘車優惠」市區公車平日半價、假日免費，並提供轉乘優惠9元（公車↔︎公車、台鐵）。                                           |
| 高雄市公車               | ○      | ●      | ○      | 里程計費公車或JOY公車路線（含E01、E02、E25、E28、E32）：提供單趟自付票價上限60元優惠。 ●：提供YouBike2.0轉乘公車優惠雙向轉乘5元優惠。 |
| 屏東縣市區公車           | ○      | ○      | ○      | |
| 宜蘭縣市區公車           | ○      | ○      | ○      | 提供公路總局宜花東公共運輸轉乘優惠。 (與國道客運、公路客運、市區公車雙向轉乘優惠，台鐵→客運單向轉乘優惠)                              |
| 花蓮縣市區公車           | ○      | ○      | ○      | 提供公路總局宜花東公共運輸轉乘優惠。 (與國道客運、公路客運、市區公車雙向轉乘優惠，台鐵→客運單向轉乘優惠)                              |
| 台東縣市區公車           | ○      | ○      | ○      | 提供公路總局宜花東公共運輸轉乘優惠。 (與國道客運、公路客運、市區公車雙向轉乘優惠，台鐵→客運單向轉乘優惠)                              |
| 連江縣市區公車(馬祖公車) | ○      | ○      | ○      | |
| 金門縣市區公車           | ○      | ○      | ○      | |
| 澎湖縣公車               | ○      | ○      | ✕      | |
| 公路客運                 | 悠遊卡 | 一卡通 | 愛金卡 | 備註 |
| 統聯客運                 | ▲      | ▲      | ▲      | ▲：不適用於國道客運。 |
| 國光客運                 | ▲      | ▲      | ▲      | ▲：不適用於國道客運。 |
| 長榮巴士                 | -      | -      | -      | |
| 建明客運                 | -      | -      | -      | |
| 汎航通運                 | ○      | ○      | ○      | |
| 葛瑪蘭客運               | ○      | ○      | ○      | |
| 亞通客運                 | ○      | ○      | ○      | |
| 台聯客運                 | ○      | ○      | ○      | |
| 亞聯客運                 | ○      | ○      | ✕      | |
| 豪泰客運                 | ○      | ○      | ○      | |
| 皇家客運                 | ○      | ▲      | ▲      | ▲：不適用於1717路。 |
| 科技之星交通             | ○      | ○      | ○      | |
| 臺北客運                 | ○      | ○      | ○      | |
| 中興巴士集團             | ○      | ○      | ○      | |
| 首都客運                 | ○      | ○      | ○      | |
| 基隆客運                 | ○      | ○      | ○      | |
| 三重客運                 | ○      | ○      | ○      | |
| 大都會客運               | ○      | ○      | ○      | |
| 大有巴士                 | ○      | ○      | ○      | |
| 福和客運                 | ○      | ○      | ○      | |
| 桃園客運                 | ○      | ○      | ○      | |
| 中壢客運                 | ○      | ○      | ○      | |
| 新竹客運                 | ○      | ○      | ○      | |
| 苗栗客運                 | ○      | ○      | ○      | |
| 金牌客運                 | ○      | ○      | ○      | |
| 豐原客運                 | ○      | ○      | ○      | |
| 台中客運                 | ○      | ○      | ○      | |
| 四方客運                 | ○      | ○      | ○      | |
| 中鹿客運(愛巴士)         | ○      | ○      | ○      | |
| 日統客運                 | ○      | ○      | ○      | |
| 全航客運                 | ○      | ○      | ○      | |
| 南投客運                 | ○      | ○      | ○      | |
| 杉林溪客運               | ○      | ○      | ○      | |
| 阿羅哈客運               | -      | -      | -      | |
| 員林客運                 | ○      | ○      | ○      | |
| 彰化客運                 | ○      | ○      | ○      | |
| 和欣客運                 | ▲      | ▲      | ▲      | ▲：僅適用於台中市公車，並比照台中市區公車收費標準收費。                                                                               |
| 台西客運                 | ○      | ○      | ○      | |
| 總達客運                 | ○      | ○      | ○      | |
| 巨業客運                 | ○      | ○      | ○      | |
| 雲林客運                 | ○      | ○      | ○      | |
| 嘉義客運 （含嘉義BRT）   | ○      | ○      | ○      | |
| 嘉義縣公共汽車管理處     | ○      | ○      | ○      | |
| 阿里山客運               | ○      | ○      | ○      | |
| 新營客運                 | ○      | ○      | ○      | |
| 興南客運                 | ○      | ○      | ○      | |
| 屏東客運                 | ○      | ○      | ○      | |
| 高雄客運                 | ○      | ○      | ○      | |
| 義大客運                 | ○      | ○      | ○      | |
| 東台灣客運               | ○      | ○      | ○      | |
| 普悠瑪客運               | ○      | ○      | ○      | |
| 花蓮客運                 | ○      | ○      | ○      | |
| 太魯閣客運               | ○      | ○      | ○      | |

### 加油站
|               | 悠遊卡 | 一卡通 | 愛金卡 |
| ------------- | ------ | ------ | ------ |
| 統一精工Smile | ○      |        | ●      |
| 台亞石油      | ○      | ○      | ●      |
| 台灣中油      | ○      | ○      |        |
| 全國加油站    |        | ○      |        |
| 台糖加油站    |        | ○      |        |

## 曾經存在的交通電子票證
《電子票證發行條例》頒布以前，曾有數種交通電子票證存在；然而這些舊交通電子票證在法規上並不屬於電子票證。曾經存在的交通電子票證有：
- 易行卡
- 臺灣通
- TaiwanMoney Card
- 有錢卡

## 註解
1. ↑  遠傳電信於2018年9月25日起，暫停止一卡通、有錢卡相關申請。已申請的卡片可繼續使用。
2. ↑  台灣大哥大於2021年9月1日起，暫停止悠遊聯名卡、一卡通相關申請。聯名卡將會停用，一般卡在9月1日後無法切換卡片。
3. ↑  亞太電信2020年初起，已不再提供NFC sim